# Gonster
Gonster és un còctel basat en la beguda energètica Monster Energy i la cervesa Guinness.
El nom es forma a partir dels dos components, amb la "G" presa de Guinness i "-onster" de la beguda energètica Monster. En alguns cercles també s'anomena Billie Irish per la similitud visual del còctel amb el tinat de cabells de la cantant.
La beguda s'elabora abocant mitja llauna de la beguda energètica en un got de pinta buit i, a continuació, s'omple lentament amb Guinness, abocat sobre una cullera. Això evita que els dos ingredients es barregin, i es posen en capes amb la beguda energètica verda a la part inferior i la cervesa negra a la part superior.
La beguda s'ha documentat a les xarxes socials des del 2020, però no va ser fins a la primavera del 2024 que va captar el públic en general. Es va fer viral com a meme a les xarxes socials després de St. Patrick's Day el 2024, quan les fotos i els videoclips es van compartir desenes de milions de vegades en pocs dies d'abril.